# Linux Test Project
Linux測試專案（英語：Linux Test Project，縮寫為 LTP），又譯為Linux測試項目，是一個開放原始碼專案，目標在於為開放原始碼社群，提供一個測試套件，以驗證Linux的可靠性、健全性、與穩定性。這個計畫由矽谷圖形公司（SGI）提出，後由IBM進行維護工作。這個專案提供的Linux測試套件，以自動測試或半自動測試，針對Linux作業系統各個方面進行驗證與測試。

## 外部連結
- 官方首頁 （页面存档备份，存于）
- 原始碼下載 （页面存档备份，存于）